# 伊藤沙莉
伊藤沙莉（日语：／ Itō Sairi，1994年5月4日—），日本女演員，千葉縣出身。經紀公司為ALPHA AGENCY。

## 經歷
伊藤首部參演的作品是《14個月～回到小孩的妻子～》。雖當時只有9歲，但此女研究員的身體奇妙地返回少女時代之角色，其詮釋一時成為話題。2005年，在電視劇《女王的教室》中飾演其中一個學生，演出受到注目。
2015年，主演日本第一部以女同性戀題材的連續劇《Transit Girls》（富士電視台土23），亦為個人生涯初次主演連續劇。
2021年以大豆田永久子與三個前夫的旁白榮獲第108屆日劇學院賞特別賞。
2025年1月4日，於電台節目「伊藤沙莉的saireek channel」上宣布已於2024年年末與舞台劇劇作家蓬萊龍太結婚。

## 人物
興趣為唱卡拉OK，專長為跳舞。伊藤曾與福田麻由子多次共演，包括2005年《女王的教室》、2006年特別劇《櫻桃小丸子》、2007年《演歌女王》及2008年的《霧之火～散落在樺太真岡郵政局的九個少女們～》等劇。其兄伊藤俊介亦為藝人，是搞笑組合Oswald成員。

## 演出

### 戲劇演出
註：粗體字表主演

#### 電視劇
- 14個月～回到小孩的妻子～（日语：14ヶ月）（日本電視台，2003年）飾演
- 昔日，所有人都是小孩（日语：みんな昔は子供だった）（富士電視台，2005年）飾演（若槻桃子）
- 女王的教室（日本電視台，2005年）飾演田中桃
- Girl's BOX（日语：Girl's BOX (テレビドラマ)）（BS-i，2005年）飾演
- 電視動畫播放15週年紀念電視劇 櫻桃小丸子（富士電視台，2006年）飾演小丸子的配對夥伴
- （富士電視台，2006年）飾演秋子
- （日本電視台，2006年）
- 我腳下之路（日语：僕の歩く道）（關西電視台，2006年）飾演遠足少女
- 硫磺島～戰場的郵遞～（日语：硫黄島〜戦場の郵便配達〜）（富士電視台、2006年）飾演市丸晴子
- 唯愛（日本電視台，2006年）
- 演歌女王（日语：演歌の女王）（日本電視台，2007年）
- 我們的教科書（富士電視台，2007年）飾演山西麻衣
- 菊次郎和早紀3（日语：菊次郎とさき#テレビドラマ）（第7集）（朝日電視台，2007年）
- 非常老爸（日语：オトコの子育て）（朝日電視台，2007年）飾演佐藤美香
- 開台55年紀念節目 霧之火～散落在樺太真岡郵政局的九個少女們～（日语：霧の火 樺太・真岡郵便局に散った九人の乙女たち）（日本電視台，2008年8月24日）飾演中村悅子
- 改造老師大作戰（日本電視台，2008年8月24日）飾演大崎沙莉
- 上地雄輔向日葵物語～家人、好友、她…誰也不知道的素顏首次公開！（富士電視台，2009年3月14日）
- 你教會了我什麼最重要（富士電視台，2011年）飾演宇野沙莉。
- 湯咖喱（日语：スープカレー (テレビドラマ)）（北海道放送、TBS電視台，2012年）飾演浦田千枝子
- 謊言的證明 犯罪心理分析官梶原圭子（日语：嘘の証明 犯罪心理分析官・梶原圭子）（東京電視台，2012年）飾演巴士乘客
- （NHK BS Premium，2013年）飾演西原理惠子的朋友
- Legal high（特備劇版）（富士電視台，2013年4月13日）飾演
- 我們都是超能者！（東京電視台，2013年）飾演
- GTO麻辣教師（第2季）（關西電視台，2014年）飾演楠見加奈子
- REPLAY & DESTROY（TBS電視台，2015年）飾演愛川湊
- 鄰座同學是怪咖與小留美的現象 「小留美的現象」（第2集）（每日放送，2015年）飾演涼子學姐
- Transit Girls（富士電視台，2015年）飾演葉山小百合（主演）
- 怪盜 山貓（日本電視台，2016年）飾演垣內結菜
- （東京電視台、2016年）飾演伊藤沙莉（自己）
- THE LAST COP（連續劇版）（日本電視台，2016年）飾演山瀨栞
- 連續電視劇W 樂園（日语：楽園 (宮部みゆきの小説)）（WOWOW，2017年）飾演土井崎茜
- 連續電視劇W 北斗 -殺人少年的懺悔-（日语：北斗 ある殺人者の回心）（WOWOW、2017年）飾演鞠谷明日實
- 連續電視小說 雛鳥（第30集 - 大結局）（日本放送協會，2017年）飾演安部米子
- 世界奇妙物語 '17秋之特別篇（日语：世にも奇妙な物語 秋の特別編 (2017年)） （富士電視台，2017年10月14日）飾演
- 民眾之敵～在這世上，不是很奇怪嗎！？～ 衍生劇集「單戀之敵」（富士電視台，2017年）
- （日本放送協會，2018年1月2日）飾演梅谷桃世
- 總覺得鄰家更幸福（富士電視台，2018年）飾演五十嵐琴音
- 永遠的白羽毛（日语：いつまでも白い羽根）（東海電視台，2018年）飾演山田千夏
- 周日劇場 這個世界的角落（TBS電視台版）（TBS電視台，2018年）飾演刈谷幸子
- 戀之月（日语：恋のツキ）（東京電視台、2018年）飾演水野晴子
- 無法成為野獸的我們（日本電視台，2018年）飾演松任谷夢子
- （中京電視台，2018年11月10日）飾演村上友
- （日本放送協會，2019年1月12日）飾演太空人（主演）
- 連續電視小說 雛鳥2（日本放送協會，2019年）飾演安部米子
- （NHK教育頻道，2019年6月14日）飾演
- I Turn（日语：Iターン (小説)）（第1集）（東京電視台，2019年）飾演不良少女
- 明察小會計（NHK綜合頻道，2019年）飾演佐佐木真夕
- 秘密×戰士 幻影甜心！（東京電視台，2019年）飾演
- 民宿·愛是粉紅（日语：ペンション・恋は桃色）（富士電視台，2020年）飾演
- （NHK綜合頻道，2020年）飾演
- 有村架純的攝休（日语：有村架純の撮休）第2集（WOWOW Prime，2020年3月28日） 飾演優子[6]
- 不錯喔！光源氏君（NHK綜合頻道，2020年）飾演藤原沙織
  - 不錯喔！光源氏君2（NHK綜合頻道，2021年）飾演藤原沙織
- 大豆田永久子與三個前夫（關西電視台、富士電視台，2021年）旁白演出
- 勿說是推理（富士電視台，2022年1月10日 ）飾演風呂光聖子
- Actor's Short Film 2（日语：アクターズ・ショート・フィルム）（WOWOW，2022年2月6日）（主演）
- BS Premium Drama（日语：プレミアムドラマ） （NHK BS Premium、Disney+，2022年）飾演
- （NHK綜合頻道，2022年8月20日）飾演（主演）
- いちげき（日语：いちげき）（NHK綜合頻道，NHK BS4K，2023年1月3日）飾演
- キッチン革命（日语：キッチン革命）（朝日電視台，2023年3月25日及26日）飾演（主演）
- 執行!!～狗和我和執行官～（朝日電視台，2023年）飾演（主演）
- 勿說是推理 特別篇（富士電視台，2023年9月9日）飾演風呂光聖子
- 連續電視小說 如虎添翼（NHK綜合頻道，2024年）飾演豬爪寅子（主演）（原型：三淵嘉子）

#### 電影
- 親愛的貝斯：幸福的肉球（2006年12月2日公映）
- （2007年5月公映）
- （2008年9月20日公映）
- Lost Harmony（Go Cinema，2011年12月3日公映）飾演西原瑠璃子
- 惡之教典（東寶，2012年11月10日公映）飾演
- 不求上進的玉子（M-ON! Entertainment、國王唱片，2013年11月23日公映）
- （東京藝術大學大學院映像研究科、2014年公映）飾演琉花
- （BS-TBS，2014年12月6日公映）
- 幕が上がる（日语：幕が上がる）（富士電視台、東映等，2015年2月28日公映）飾演高田梨奈
- 「MY NICKNAME is BUTATCHI」（2016年7月2日公映）飾演野村杏奈
- KABUKI DROP（劇團EXILE 松組，2016年6月25日公映）
- 一週的朋友（松竹，2017年2月18日公映）飾演
- （2017年4月8日公映）飾演愛川湊
- LAST COP THE MOVIE（2017年5月3日公映）飾演山瀨栞
- 獸道（2017年7月15日公映）飾演愛衣
- 麵包與巴士和第二次初戀（日语：パンとバスと2度目のハツコイ）（2018年2月17日公映）飾演
- blank13（日语：blank13）（2018年2月24日公映）[7]
- 榎田貿易堂（2018年6月9日公映）飾演真木千秋
- 夜以繼日（2018年9月1日公映）飾演島春代
- 21世紀女孩（日语：21世紀の女の子）「projection」（2019年2月8日公映）
- 在藍色時分飛翔（日语：ブルーアワーにぶっ飛ばす）（2019年10月11日公映）飾演
- 月經醬（日语：生理ちゃん）（2019年11月8日公映）飾演
- 劇場（日语：劇場 (又吉直樹)）（2020年7月17日公映）飾演青山[8]
- STEP（日语：ステップ (小説)#映画）（2020年7月17日公映）飾演
- 穿著十二單衣的惡魔（日语：十二単衣を着た悪魔 源氏物語異聞#映画）（2020年11月6日）飾演 倫子[9]
- 拒絕定義（日语：タイトル、拒絶）（2020年11月13日公映）主演 [10]
- 皇家賓館（日语：ホテルローヤル (桜木紫乃)#映画）（2020年11月13日公映）飾演 佐倉瑪利亞[11]
- 我們都無法成為大人（日语：ボクたちはみんな大人になれなかった）（2021年11月5日公映）飾演
- 回到戀愛終結時（2022年2月11日公映）飾演葉（主演）
- MIRRORLIAR FILMS Season4『／COMPLY+-ANCE』（2022年9月2日公映）
- 月之圓缺（日语：月の満ち欠け (小説)）（2022年12月2日公映）飾演
- （2023年5月19日公映）飾演真田想乃
- 偵探Mariko生涯最悲慘的一天（日语：探偵マリコの生涯で一番悲惨な日）（2023年6月30日公映）飾演（主演）
- 勿說是推理（2023年9月15日公映）飾演風呂光聖子
- MIRRORLIAR FILM Season5（2024年5月31日公映）飾演今日子
- （預定於2025年夏季公映）飾演（主演）
- 爆彈（預定於2025年公映）飾演倖田

#### 電視动画
- 别对映像研出手！（日本放送協會，2020年）聲演浅草绿

#### 電影动画
- Pet Pet當家2（2019年7月26日公映）聲演Daisy
- 煙囪小鎮的普佩（STUDIO 4℃，2020年12月25日上映）聲演
- 北海小英雄（電影動畫版）（2020年10月2日公映）聲演畢基（主演）
- 熊熊大作戰（2022年1月14日公映）聲演弟子、女性、年幼時的
- 映画ざんねんないきもの事典（日语：ざんねんないきもの事典）（2022年7月8日公映）聲演
- 鈴芽之旅（2022年11月11日公映）聲演

#### 網路串流戲劇
- 全裸監督（Netflix，2019年）飾演小瀨田順子
  - 全裸監督（第2季）（Netflix，2021年）飾演小瀨田順子
- モモウメ（日语：モモウメ）（電視劇版）（Hulu，2021年）飾演
- （Hulu，2022年）飾演
- （Disney+，2022年）
- （FOD）飾演女主角
  - 第2季（2024年1月19日）
  - 第3季（預定於2025年1月傳訊）

#### 紀錄片
- ETV特集（電視劇部分）（NHK教育頻道，2019年7月6日）飾演
- 100分de名著（日语：100分de名著）「科洛迪《木偶奇遇記》」（NHK教育頻道，2020年）朗讀演出
- NNN檔案（日语：NNNドキュメント）「再見，我的百貨店。」（日本電視台，2020年6月15日）旁述演出
- （NHK教育頻道，2020年11月22日、29日）旁述演出
- 魔改造之夜（日语：魔改造の夜）（NHK BS Premium，2020年6月19日、26日、8月22日、12月26日）
- （NHK教育頻道，2021年12月16日）朗讀演出
- Heart Net TV（日语：ハートネットTV）（NHK教育頻道，2023年5月9日、16日）旁述演出
- NHK Special（日语：NHKスペシャル）（NHK，2023年8月5日）旁述演出

#### 舞台劇
- 東京俳優市場（日语：東京俳優市場） 2008夏第1集（2008年7月1日 - 3日）
- 東京俳優市場 2010夏第3集（2010年）
- （舞台劇版）（Zepp Blue Theater六本木，2015年5月1日 - 24日）飾演高田梨奈
- 轉校生（Zepp Blue Theater六本木（日语：Zeppブルーシアター六本木），2015年8月 - 9月）
- （東京藝術劇場 Play House，2017年11月 - 12月）
- （PARCO劇場等，2021年6月15日 - 7月17日）飾演
- （Bunkamura蠶繭劇院（日语：シアターコクーン），2022年8月7日 - 28日；京都劇場（日语：京都劇場），2022年9月3日 - 6日）

### 綜藝節目
- QUIZ！日本語王（TBS電視台，2005～2006年）

### 電台節目
※為經互聯網傳訊。
- 伊藤沙莉的saireek channel（日语：伊藤沙莉のsaireek channel）（JFN PARK※，2018年 -）
- （Podcast，東京電視台資訊※，2024年10月 -）

### 電台廣播劇
- 青春Adventure（日语：青春アドベンチャー）（NHK-FM，2018年）聲演遠藤文惠
- （TOKYO FM，2021年4月29日）聲演
- BITS & BOBS TOKYO（日语：BITS & BOBS TOKYO）（J-WAVE）
  - （2021年11月5日）
  - （2021年11月12日）
  - （2021年11月19日）
  - （2021年11月26日）

### DVD
- 電影院戀愛白書（2004年）飾演須山繪里子。
- 女王的教室 vol.1、vol.2、vol.3、vol.4（VAP，2005年）

女王的教室 DVD-BOX※只有BOX裝附上特典DISC（VAP，2005年）
- 怪談 貳 職場怪談 續・病院怪談（2006年）發售日：2006/4/25
- （2006年）
- （包含在「東京藝術大學大學院映像研究科 第一期生修畢製作作品集2007」中）
- （（THE3名樣 SPINOFF企劃，2008年）

### 廣告
- 小學館 HOME PAL 「英語會話學校 ～跳舞篇～」（2003年）
- 日清食品 日清拉麵王 「日清拉麵王 袋麺」（2017年）
- 住友生命 Vitality篇（2018年）
- 大東建託（日语：大東建託）  篇（2019年）
- 日本麥當勞  篇（2020年）
- 三得利  伊右衛門（日语：伊右衛門）Plus（2020年）
- Mercari Maison Mercari（2020年）

### 音樂錄影帶
- SweetS 「Sky」（2004年）
- 遊助 （2014年）
- 桃色幸運草Z 「青春賦」（2015年）
- 紅色公園（2017年）
- KOBASOLO（日语：コバソロ）（2017年）
- CreepHyp（日语：クリープハイプ）「Night on the Planet（ナイトオンザプラネット）」（2021年）

### 其他演出
- ALL Japan Dance Contest（東京預選優勝、2003年）
- Sanrio Dance Contest（兒童部門優勝、2003年）
- 島谷瞳第13張單曲《YUME日和》的Back Dancer（2003年）
- a-nation'04 TRF Opening Dancer（2004年）

## 外部連結
- ALPHA AGENCY官方個人詳細資料 （页面存档备份，存于）
- avex management前官方個人詳細資料（Internet Archive存檔）
- 伊藤沙莉的X（前Twitter）
- 伊藤沙莉的Instagram帳戶
- 官方網誌 （页面存档备份，存于）